# Ashley Twichell
Ashley Twichell, född 16 juni 1989, är en amerikansk simmare som tävlar både i bassäng-simning och öppet vatten-simning. Vid världsmästerskapen i simsport 2017 vann hon sitt första individuella VM-guld i och med segern på distansen 5 km.